# Alexander Forbes Irvine Forbes
Alexander Forbes Irvine Forbes (13. dubna 1871 – 15. května 1959) byl jihoafrický astronom, architekt a umělec, známý především svými objevy periodických komet.

## Raný život a kariéra
Forbes se narodil 13. dubna 1871 v Kinellaru ve skotském hrabství Aberdeenshire. Jeho otec byl amatérský astronom, který žil na panství Blairythan v hrabství Aberdeen patřícímu dalšímu amatérskému astronomu Davidu Gillovi. Forbes senior si postavil vlastní dalekohled a o svůj zájem o astronomii se dělil se svým synem.
Forbes získal vzdělání ve Skotsku a v roce 1896 se přestěhoval do Kapské kolonie v Jihoafrické republice. Zůstal ve Woodstocku v Kapském Městě, kde pracoval jako stavitel až do roku 1907, kdy se vrátil do Skotska studovat architekturu. Studium dokončil v roce 1909 a stal se členem Royal Institute of British Architects. Vrátil se do Kapského Města a působil zde jako architekt až do roku 1932.
V roce 1912 se zúčastnil výběrového řízení na projekt města Canberra v Austrálii a jeho architektonický návrh se dostal mezi 46 kandidátů, ale nakonec nebyl vybrán.
Žil v Rosebanku v Kapském Městě, kde ve svém domě Craigie Brae, který se nacházel na Liesbeek Road, postavil 200mm zrcadlový dalekohled a malou observatoř.
Forbes pravidelně přednášel na astronomická témata. V roce 1921 přednesl v Cape Astronomical Association příspěvek na téma „Odrazné dalekohledy s praktickým návodem na broušení a nastavení zrcadla“ a v roce 1927 přednesl v Natal Astronomical Society příspěvek „Družice a jejich pohyby“. Psal o astronomických přístrojích pro Journal of the Astronomical Society of Southern Africa a poznámky o své astronomické práci pro Monthly Notes of the Astronomical Society of Southern Africa.

### Objevy komet
Forbes objevil čtyři komety :
- V roce 1928 znovuobjevil kometu Pons-Coggia-Winnecke (nyní nazývanou Pons-Coggia-Winnecke-Forbes nebo 27P/Crommelin na počest astronoma, který vypočítal její dráhu)[2]
- 37P/Forbes
- 1930e (Forbes)
- 1932n (Dodwell-Forbes)

### Členství a uznání
- Člen Kapské astronomické společnosti[2]
- Čestný pokladník Kapské astronomické společnosti 1922
- Alternativní člen rady a čestný pokladník Astronomické společnosti Jižní Afriky 1923-1932
- Knihovník Astronomické společnosti Jižní Afriky 1926 - 1930
- Předseda Jihoafrické astronomické společnosti 1942 - 1943
- Ředitel Sekce komet Kapské astronomické společnosti 1929 - 1945
- Ředitel Sekce pro světlo zvěrokruhu Kapské astronomické společnosto 1934 - 1945
- 127. Donohoeova cena za kometu 1929 (za 27P/Crommelin).[4] 3 další Donohoeovy ceny za komety získal za jiné objevy.[5]

## Osobní život
Forbes se oženil s Louisou Elizabethou Henriettou Crowtherovou 18. září 1900 v Kapsku. V roce 1932 odešel na odpočinek do Hermanusu, kde si ve svém domě „Blairythan“ postavil další observatoř a přestěhoval dalekohled z Rosebanku do Hermanusu. Dům si sám navrhl a vyrobil všechny dveře. Zde pokračoval ve svých pozorováních i v architektonické práci a malování. V roce 1956 se kvůli špatnému zdraví vrátil do Kapského Města a až do své smrti v roce 1959 žil u své neteře, paní Hewistonové.
V roce 2009 byl v aukci prodán jeden z jeho obrazů s názvem Hermanus Coast Line (Pobřežní linie Hermanus).